# Afrohelotina sjostedti
Afrohelotina sjostedti is een keversoort uit de familie Helotidae. De wetenschappelijke naam van de soort is voor het eerst geldig gepubliceerd in 1905 door Coenraad Ritsema.